# Barcelona Open Banc Sabadell 2024
Barcelona Open Banc Sabadell 2024 — тенісний турнір, що проходив на ґрунтових кортах у місті Барселона (Іспанія) з 15 по 21 квітня. Належав до категорії ATP 500, був турніром серії Відкритий чемпіонат Барселони з тенісу 2024 року.

## Фінальна частина

### Одиночний розряд
Каспер Рууд —  Стефанос Ціціпас 7–5, 6–3

### Парний розряд
Максімо Гонсалес /  Андрес Мольтені —  Юго Нис /  Ян Зелінський 4–6, 6–4, [11–9]